# Diego Maurício
Diego Maurício (sinh ngày 25 tháng 6 năm 1991 ở Rio de Janeiro), biệt danh Drogbinha (Tiểu Drogba), là một cầu thủ bóng đá Brasil thi đấu ở vị trí tiền đạo. Anh thi đấu cho Gangwon FC.

## Sự nghiệp
Sau khi làm việc tại hệ thống trẻ với huấn luyện viên Rogério Lourenço trong nhiều năm, vào năm 2010 anh được đẩy lên đội chính. Anh ra mắt cho Flamengo ngày 23 tháng 5 năm 2010 trong chiến thắng 3-1 trước Grêmio Prudente, tại Sân vận động Maracanã, với tư cách cầu thủ dự bị và chịu một quả phạt đền trong những phút cuối. Anh được xem như là niềm hứa hẹn cho câu lạc bộ, với thể hình và kĩ thuật tốt, nhiều người hâm mộ so sánh Maurício với Didier Drogba, gọi anh là Drogbinha, có nghĩa là Tiểu Drogba.
Diego ghi bàn thắng chuyên nghiệp đầu tiên ngày 21 tháng 7 năm 2010 trong trận hòa 1-1 trước Avaí, tại Sân vận động Maracanã.
Chủ tịch của Flamengo, Patricia Amorim, từ chối lời mời trị giá €6 triệu từ Shaktar Donetsk cho cầu thủ này vào tháng 5 năm 2011.
Ngày 14 tháng 8 năm 2012 câu lạc bộ Nga Alania Vladikavkaz ký hợp đồng với Diego Maurício từ Flamengo với trị giá €2,8 triệu. Sau khi trở về Brazil, anh ký hợp đồng với câu lạc bộ Bồ Đào Nha Vitória F.C. vào tháng 7 năm 2014.
Trước khi khởi tranh mùa giải 2016, anh gia nhập Ratchaburi F.C. ở Giải bóng đá Ngoại hạng Thái Lan, được tập luận khoảng 1 tháng, nhưng đã rời đi mà không có lý do.

### Thống kê sự nghiệp
(Chính xác tính đến 14 tháng 8 năm 2012)
| Câu lạc bộ | Mùa giải | State League | State League | Brazilian Série A | Brazilian Série A | Copa do Brasil | Copa do Brasil | Copa Libertadores | Copa Libertadores | Copa Sudamericana | Copa Sudamericana | Tổng    | Tổng      |
| Câu lạc bộ | Mùa giải | Số trận      | Bàn thắng    | Số trận           | Bàn thắng         | Số trận        | Bàn thắng      | Số trận           | Bàn thắng         | Số trận           | Bàn thắng         | Số trận | Bàn thắng |
| ---------- | -------- | ------------ | ------------ | ----------------- | ----------------- | -------------- | -------------- | ----------------- | ----------------- | ----------------- | ----------------- | ------- | --------- |
| Flamengo   | 2010     | -            | -            | 29                | 5                 | -              | -              | -                 | -                 | -                 | -                 | 29      | 5         |
| Flamengo   | 2011     | 9            | 1            | 20                | 1                 | 4              | 1              | -                 | -                 | 2                 | 0                 | 35      | 3         |
| Flamengo   | 2012     | 7            | 0            | 5                 | 0                 | -              | -              | -                 | -                 | -                 | -                 | 12      | 0         |
| Tổng       | Tổng     | 16           | 1            | 55                | 6                 | 4              | 1              | 0                 | 0                 | 2                 | 0                 | 76      | 8         |

dựa theo nguồn tổng hợp trên trang chủ chính thức của Flamengo  và Flaestatística.

## Danh hiệu

### Câu lạc bộ
Flamengo
- Taça Guanabara: 2011
- Taça Rio: 2011
- Rio de Janeiro State League: 2011

### Đội tuyển quốc gia
- Giải vô địch bóng đá trẻ Nam Mỹ: 2011

## Hợp đồng
- Flamengo - 1 tháng 10 năm 2009 đến 30 tháng 9 năm 2012.[9]